# Estadi Mineirão

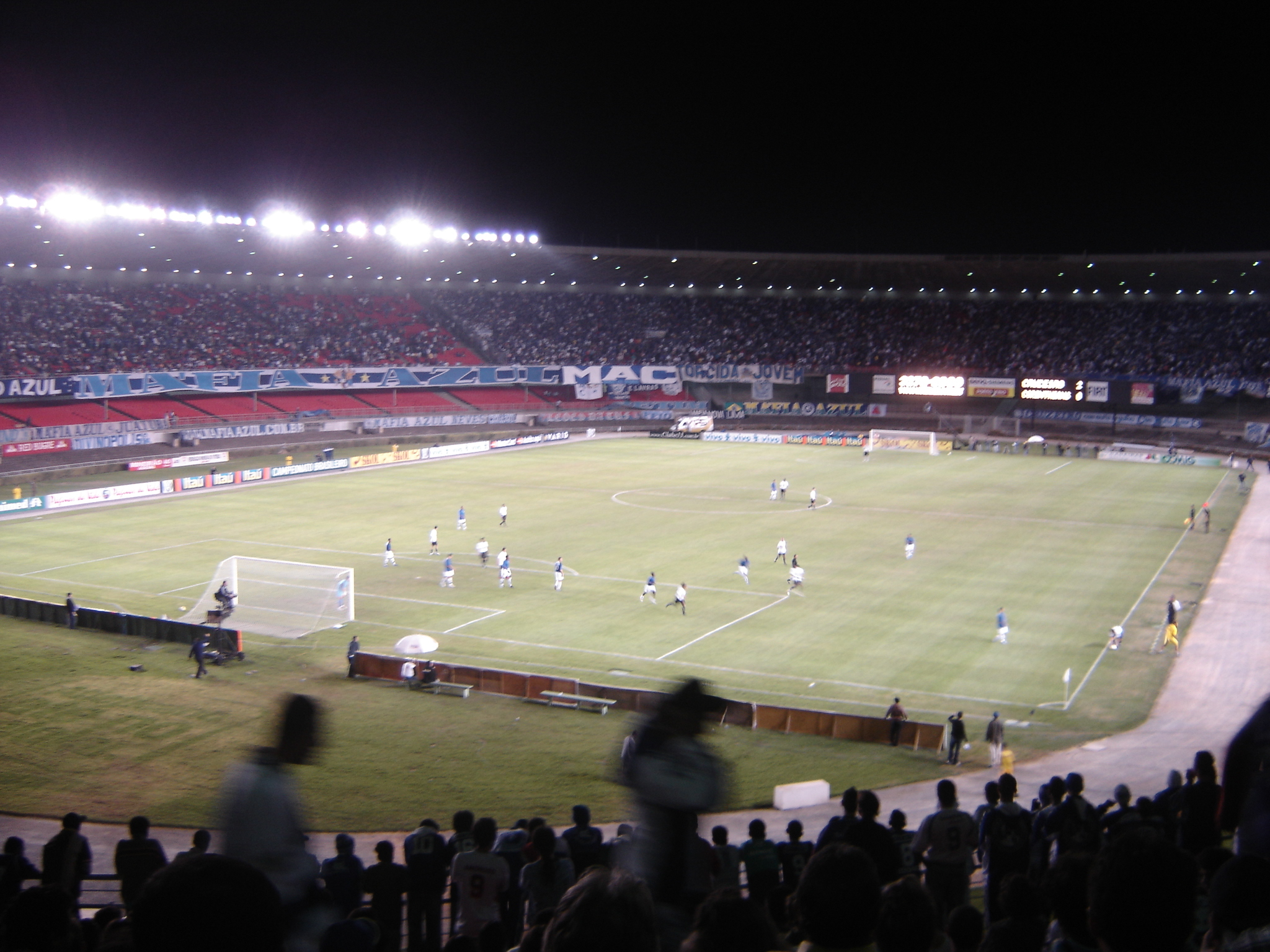
Partit entre Cruzeiro i Corinthians, el 12 de juliol del 2006 al Mineirão.

L'Estadi Mineirão (el nom oficial en portuguès és Estádio Governador Magalhães Pinto) és un estadi esportiu situat a la ciutat brasilera de Belo Horizonte, capital de l'estat de Minas Gerais. Hi juguen com a locals els clubs de futbol Atlètic Mineiro i Cruzeiro. És l'estadi més gran de l'estat de Minas Geirais, va hostatjar partits de la Copa Confederacions de 2013, i serà una de les seus de la Copa del Món de Futbol 2014 i també dels Jocs Olímpics d'Estiu de 2016.

## Història
El Mineirão va ser inaugurat l'any 1965, amb una capacitat per a més de 110.000 espectadors. Va patir posteriorment una important reducció en la seva capacitat per poder acollir-se a les normes de la FIFA pels estadis de futbol. Les mesures del seu terreny són de 105 per 68 metres.
Actualment té capacitat per 58.259 espectadors i ha estat renovat per allotjar sis partits de la Copa del Món de la FIFA de Brasil 2014.

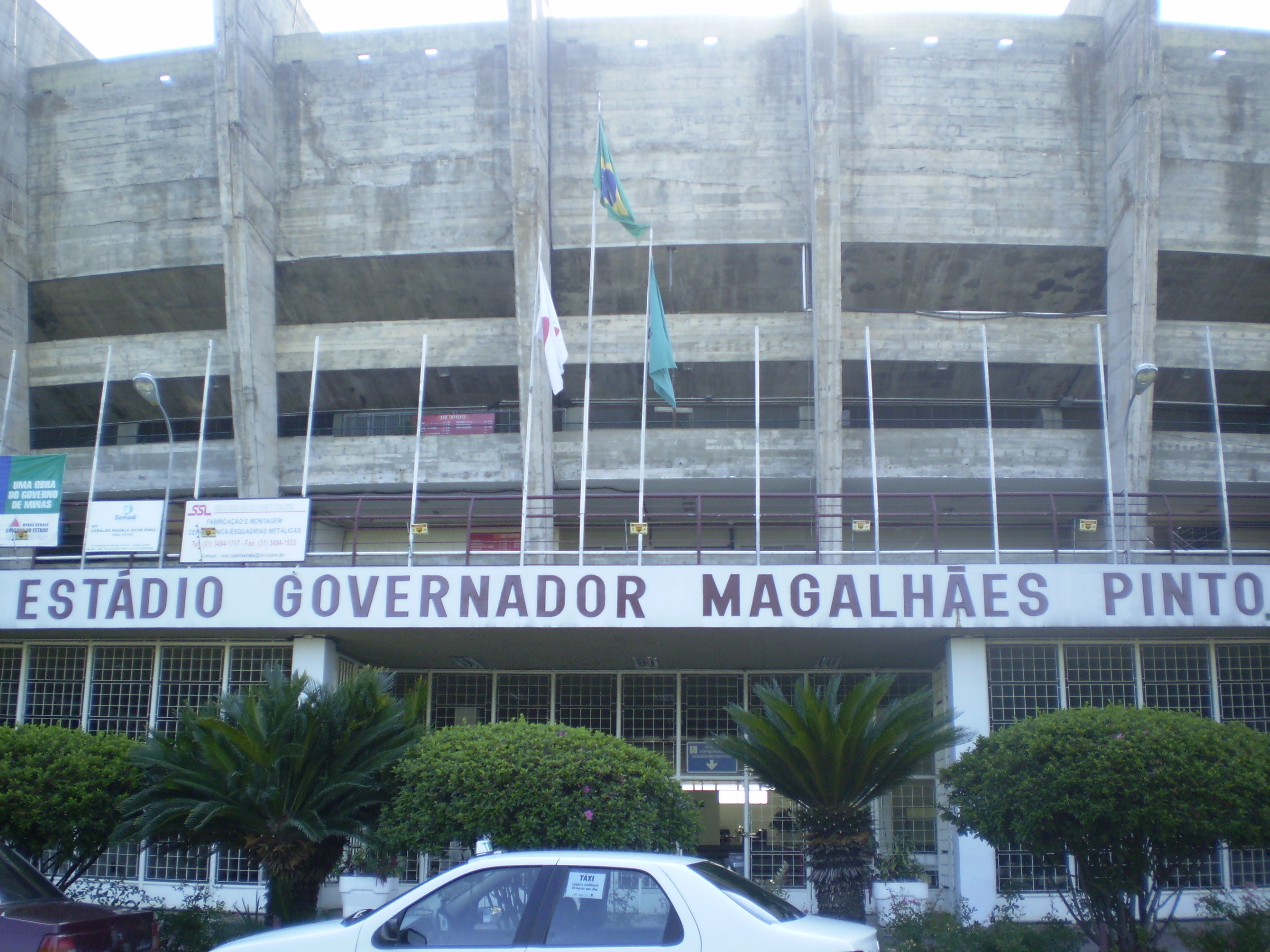
L'antiga entrada a l'estadi.

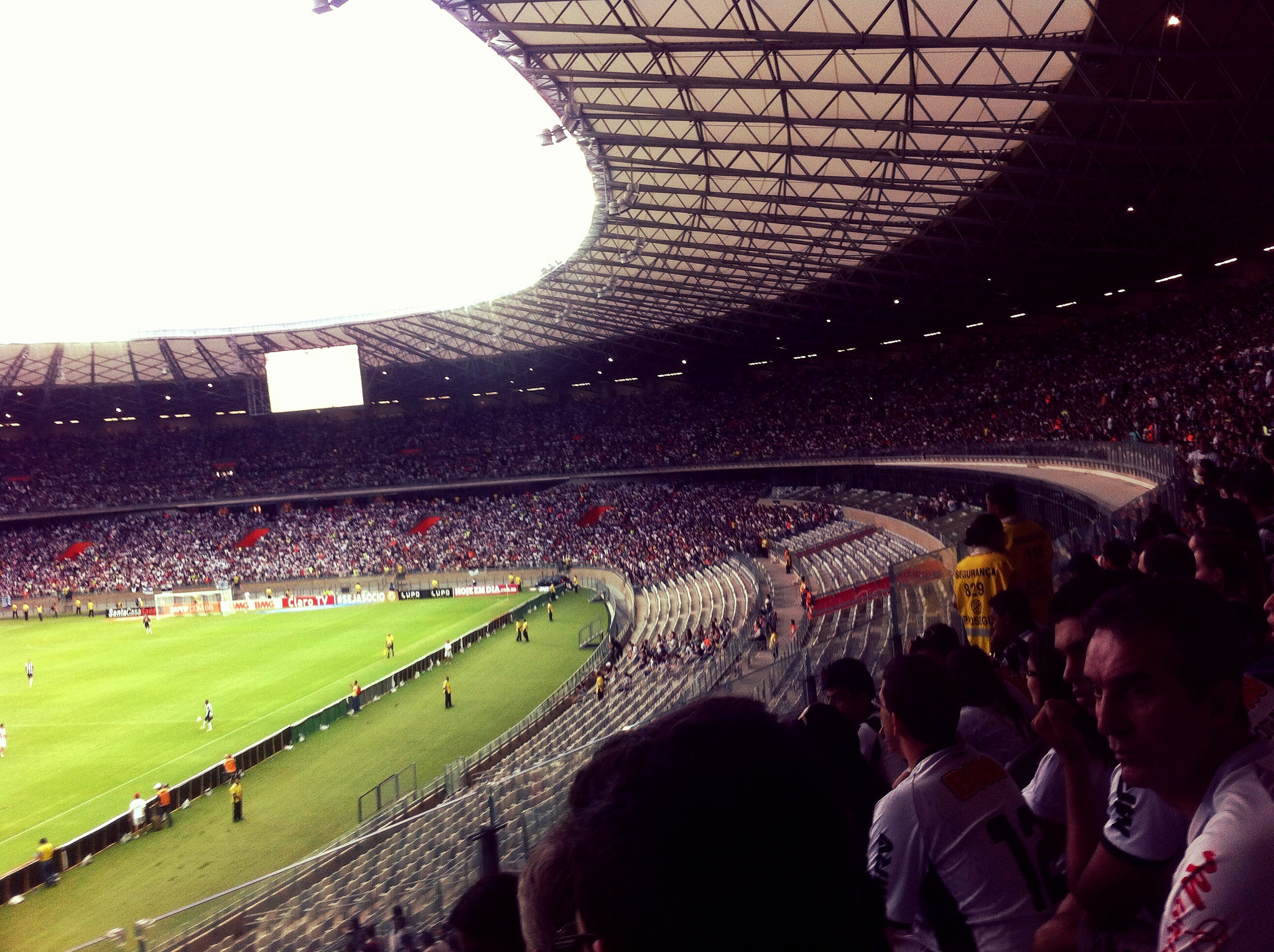
Partit de l'Atlético Mineiro el 2013.

Aquest recinte és un dels temples del futbol brasiler i és el camp on hi juguen com a locals els multicampions Atlètic Mineiro i Cruzeiro.
L'estadi duu el nom de José de Magalhães Pinto, que fou governador de Minas Gerais durant la dècada de 1960.
L'estadi va ser reobert el dia 24 d'abril del 2013 amb un partit entre la selecció brasilera contra la selecció de Xile, un partit que acabà amb un empat 2-2.

### Instal·lacions
L'estadi Mineirão compta a la seva coberta amb una instal·lació de 6.000 panells solars. El sistema, d'1,5 MW de potència, permet proveir mitjançant energia solar fotovoltaica la demanda d'electricitat a l'estadi. L'electricitat produïda per la planta solar s'injectarà a la xarxa elèctrica de distribució, i aproximadament un 10% de la generació fotovoltaica serà consumida a l'estadi.

## Partits

### Copa Libertadores 2013
En aquest estadi es va dur a terme el partit de tornada de la Final de la Copa Libertadores 2013 entre les representacions de l'Olimpia i el Clube Atlético Mineiro el dia 24 de juliol de 2013. Inicialment era intenció del Clube Atlético Mineiro que aquest partites disputés a l'Estadi Raimundo Sampaio, però aquesta idea va ser rebutjada per la CONMEBOL.
| Data                 | Fase  | Equip            |  | Resultat             |  | Equip   | Espectadors |
| -------------------- | ----- | ---------------- |  | -------------------- |  | ------- | ----------- |
| 24 de juliol de 2013 | Final | Atlético Mineiro |  | 2-0 (4-3 per penals) |  | Olimpia | 58.000      |

### Copa FIFA Confederacions 2013
El Minerão va ser un dels sis estadis elegits per albergar partits de la Copa FIFA Confederacions 2013, que es va disputar al juny de 2013 al Brasil. Els partits que es van disputar en aquest estadi van ser:
| Data               | Fase         | Equip  |  | Resultat |  | Equip   | Espectadors |
| ------------------ | ------------ | ------ |  | -------- |  | ------- | ----------- |
| 17 de juny de 2013 | Primera fase | Tahití |  | 1-6      |  | Nigèria | 20.187 85%  |
| 22 de juny de 2013 | Primera fase | Japó   |  | 1-2      |  | Mèxic   | 52.690 85%  |
| 26 de juny de 2013 | Semifinales  | Brasil |  | 2-1      |  | Uruguai | 57.483 85%  |

### Copa del Món de Futbol de 2014
Aquest estadi serà una de les seus de la Copa del Món de Futbol de 2014.
| Data                | Fase             | Equip      |  | Resultat |  | Equip      | Espectadors |
| ------------------- | ---------------- | ---------- |  | -------- |  | ---------- | ----------- |
| 14 de juny de 2014  | Primera fase     | Colòmbia   |  | 3 - 0    |  | Grècia     | 57.174      |
| 17 de juny de 2014  | Primera fase     | Bèlgica    |  | 2 - 1    |  | Algèria    | 56.800      |
| 21 de juny de 2014  | Primera fase     | Argentina  |  | vs.      |  | Iran       |             |
| 24 de juny de 2014  | Primera fase     | Costa Rica |  | vs.      |  | Anglaterra |             |
| 28 de juny de 2014  | Vuitens de final | 1r A       |  | vs.      |  | 2n B       |             |
| 8 de juliol de 2014 | Semifinal        | W57        |  | vs.      |  | W58        |             |